# Hallingskarvet
Hallingskarvet är en ca 35 kilometer lång fjällrygg på gränsen mellan Buskerud och Vestland fylken i västra Norge. Den sträcker sig västerut från Geilo. Högsta toppen är Folarskardnuten (1 933 meter över havet).
2006 upprättades Hallingskarvet nationalpark i området.

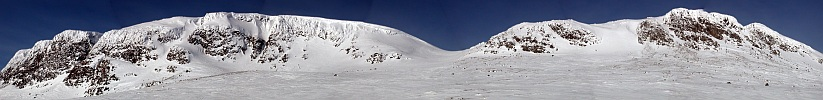
Prestholtskarvet, den östra delen av Hallingskarvet, sett från söder